# Soichi Noguchi
Soichi Noguchi (野口聡, Noguchi Sōichi, Yokohama, 15 de abril de 1965) é um astronauta japonês.
Engenheiro aeronáutico formado pela Universidade de Tóquio, ele trabalhou após a graduação na gigante japonesa Ishikawajima, no departamento de pesquisa e desenvolvimento da divisão de operações espaciais e aeroengenharia da empresa, basicamente no desenho aerodinâmico de motores comerciais.
Noguchi foi selecionado como candidato a astronauta pela Agência Nacional de Desenvolvimento Espacial do Japão (hoje JAXA) em junho de 1996. Em agosto, ele entrou para o curso de astronautas no Centro Espacial Lyndon B. Johnson, em Houston, Texas. Após o treinamento de dois anos, foi qualificado como especialista de missão, e recebeu treinamento adicional no Centro de Treinamento de Cosmonautas Yuri Gagarin, na Rússia, em sistemas espaciais russos.
Foi então designado para o apoio técnico do módulo experimental japonês da Estação Espacial Internacional e, em 26 de julho de 2005, subiu ao espaço como tripulante da missão STS-114 Discovery, a primeira missão espacial norte-americana após o desastre com a nave Columbia em 2003, destinada a testar novos procedimentos de segurança do ônibus espacial.
Noguchi fez parte da tripulação da nave Soyuz TMA-17, que decolou em 20 de dezembro de 2009. Após a acoplagem com a EEI o astronauta japonês e os demais tripulantes da Soyuz passaram a compor a equipe da Expedição 22 e em abril formaram a tripulação da Expedição 23. Retornou à Terra em 2 de junho de 2010, depois de seis meses no espaço.
Em sua temporada da ISS, Noguchi dedicou-se a usar o twitter para postar diversas fotos de cidades fotografadas por ele do espaço, entre elas o Rio de Janeiro e Brasília.